# Beisfjordbroen
68°24′27″N 017°25′20″Ø / 68.40750°N 17.42222°Ø
Beisfjordbrua (også kaldt Ankenesbrua) er en bro som krydser Fagernesstraumen mellem Fagernes og Ankenesstrand i Beisfjorden i Narvik kommune i Nordland fylke i Norge. Broen er 375 meter lang og er en del af europavej 6.

## Eksterne kilder og henvisninger
- Billede af broen set fra øst.
- Filmavisen: Åbning af Beisfjordbrua